# Rachel Pollack
Rachel Grace Pollack (Nova Iorque, 17 de agosto de 1945 – Rhinebeck, 6 de abril de 2023) foi uma autora norte-americana de ficção científica, roteirista de histórias em quadrinhos e especialista em tarô divinatório.

## Primeiros anos e educação
Pollack nasceu em 17 de agosto de 1945, no Brooklyn, Nova Iorque. Ela obteve um diploma de honra em inglês pela Universidade de Nova Iorque e um mestrado em inglês pela Claremont Graduate University.

## Carreira

### Leitura de tarô
Pollack escreveu em 1985 o livro Salvador Dali's Tarot, uma exposição do baralho de Tarô de Salvador Dalí, compreendendo uma placa colorida de página inteira para cada carta, com seu comentário na página oposta. Seu trabalho 78 Graus de Sabedoria sobre leitura de Tarô é comumente referenciado por leitores de tarô. Ela criou seu próprio baralho de tarô, Shining Woman Tarot (mais tarde Shining Tribe Tarot). Ela também ajudou na criação do Vertigo Tarot Deck com o ilustrador Dave McKean e o autor Neil Gaiman, e escreveu um livro para acompanhá-lo. Gaiman, às vezes, consultava Pollack sobre o tarô para suas histórias.

### Histórias em quadrinhos
Pollack escreveu para a revista em quadrinhos Patrulha do Destino, do selo Vertigo da DC Comics, de 1993 a 1995. Sua série de edições (64–87) foi uma continuação de uma história em quadrinhos dos anos 1960 que recentemente se tornou uma favorita cult sob Grant Morrison. Pollack assumiu a série em 1993, após conhecer o editor Tom Peyer em uma festa, dizendo a ele que era a única história em quadrinhos mensal que ela gostaria de escrever na época e enviando a ele um roteiro de amostra. Perto do fim da carreira de Morrison, Pollack começou a escrever "cartas ao editor" mensais, no que ela descreve como uma "voz de fã sensacionalista", pedindo para assumir o livro quando Morrison estivesse pronto. Na carta final, ela afirma que já havia contado à mãe que havia conseguido o emprego. Peyer então usou essa resposta à carta para anunciar oficialmente que Pollack estava, de fato, assumindo o livro. Como resultado dessas cartas terem sido impressas na coluna de cartas das edições da Patrulha do Destino, algumas pessoas parecem acreditar que as cartas são a maneira como ela realmente conseguiu o emprego.
Durante sua gestão, Pollack abordou temas raramente abordados em histórias em quadrinhos, como menstruação, identidade sexual e transexualidade. Sua carreira terminou dois anos depois, com o cancelamento do livro.
Além de Patrulha do Destno, Pollack escreveu edições da antologia Vertigo Visions com Brother Power the Geek (1993) e Tomahawk (1998), as primeiras 11 edições do quarto volume de Novos Deuses (1995) e a série limitada de cinco edições Time Breakers (1996) para a curta marca Helix.
Em 2019, foi anunciado que Pollack se reuniria com o artista do Doom Patrol, Richard Case, e o letrista John Workman para criar um conto — intitulado "Snake Song" — para a "antologia de terror com tema musical" financiada pelo Kickstarter, Dead Beats.
Em 2024, a DC Comics publicou "DC Pride: A Celebration of Rachel Pollack", reimprimindo a edição 70 de "Doom Patrol" e a edição 1 de "Vertigo Visions: The Geek #1 'Homelands of the Dolls'", bem como uma homenagem introdutória de Stuart Moore e uma nova história, "Shining Through the Wreckage", revisitando o personagem Coagula de Pollack na Patrulha do Destino, escrita por Joe Corallo.

### Ficção
Três dos romances de Pollack ganharam ou foram indicados para grandes prêmios no campo da ficção científica e fantasia: Unquenchable Fire ganhou o Arthur C. Clarke Award de 1989; Godmother Night ganhou o World Fantasy Award de 1997, foi pré-selecionado para o James Tiptree Jr. Award e foi indicado para o Prêmio Literário Lambda de Literatura Transgênero ; enquanto Temporary Agency foi indicado para o Prêmio Nebula de 1995 e o Mythopoeic Award, e pré-selecionado para o Tiptree.
Seus romances de realismo mágico exploram mundos imbuídos de elementos retirados de diversas tradições, crenças e religiões. Vários dos seus romances são ambientados numa realidade alternativa que se assemelha à América moderna, mas uma América de Seres Brilhantes, onde a magia e o ritual, a religião e a taumaturgia são as normas.
Seu breve trabalho "Burning Beard: The Dreams and Visions of Joseph ben Jacob, Lord Viceroy of Egypt" foi publicado em 2007 na antologia Interfictions: An Anthology of Interstitial Writing, editada por Theodora Goss e Delia Sherman. Foi reimpresso online no Lightspeed em maio de 2014.

### Não-ficção
O livro de Pollack, The Body of the Goddess, é uma exploração da história da Deusa e sua relação com a localidade e a paisagem. Pollack usa a imagem da Deusa em muitas de suas obras.

### Atuação como palestrante
Durante 32 anos, Pollack ministrou seminários com a autora de tarô Mary K. Greer no Omega Institute, em Rhinebeck, Nova Iorque. Ela também deu seminários por vários anos na Califórnia em conjunto com Greer, e coapresentou um seminário inovador com a autora Johanna Gargiulo-Sherman sobre tarô e habilidades psíquicas, usando seu próprio Shining Tribe Tarot e o Sacred Rose Tarot de Gargiulo-Sherman. Pollack também foi um palestrante popular em seminários e simpósios de tarô, como o Los Angeles Tarot Symposium, o Bay Area Tarot Symposium e o Readers Studio.
Ela foi professora de escrita criativa no programa de mestrado em Belas Artes do Goddard College. Ela ensinou inglês na Universidade Estadual de Nova Iorque.

## Influências
Pollack era judeu, e escreveu frequentemente sobre a Cabala, mais notavelmente em The Kabbalah Tree.
Ela era uma mulher trans e escrevia frequentemente sobre questões transgênero. Em Patrulha do Destino ela introduziu Coagula, uma personagem transexual. Ela também escreveu vários ensaios sobre o transexualismo, atacando a noção de que é uma "doença", dizendo em vez disso que é uma paixão. Ela enfatizou os aspectos reveladores do transexualismo, dizendo que “o trance-sexual [sic]  a mulher sacrifica a sua identidade social como homem, a sua história pessoal e, finalmente, a própria forma do seu corpo a um conhecimento, a um desejo, que sobrepuja toda a compreensão e prova racional."
A Secret Woman apresenta uma detetive de polícia que é transgênero e judia. O detetive profere a oração: "Bendito és tu, ó Deus, que não me fizeste uma mulher. Duplamente abençoado é o Doutor Green que o fez." Pollack criou os personagens conhecidos como 'o povo da bandagem' para sua série Patrulha do Destino. As pessoas que usam bandagens são "espíritos com restos sexuais" que morreram em acidentes sexuais. As iniciais SRS vêm do termo médico 'cirurgia de redesignação sexual'. O ensaio de Pollack "The Transsexual Book of The Dead: Osiris and the Trance Man", escrito para a antologia Phallus Palace, aborda o mito de Osíris e "reconfigura a mitologia egípcia em um mapa multicamadas para a experiência transexual".
Contos de fadas como os dos Irmãos Grimm influenciaram muitos dos escritos de Pollack. Seu livro Tarot of Perfection é um livro de contos de fadas baseado no tarô.

## Vida pessoal
Em julho de 2022, Pollack revelou via Facebook que, após aparentemente superar o linfoma de Hodgkin vários anos antes, ela foi diagnosticada com uma variante diferente do linfoma e passaria por quimioterapia. Em agosto, a esposa de Pollack, Zoe Matoff, e Patricia Nolan anunciaram que Pollack estava em uma unidade de terapia intensiva e iniciaram uma arrecadação de fundos no GoFundMe para suas despesas médicas. Aqueles que compartilharam a arrecadação de fundos no Twitter incluíram Neil Gaiman, Shelly Bond, Gail Simone e os editores da DC Comics Chris Conroy e Andrea Shay, enquanto doadores proeminentes incluíram Rachel Gold, Al Ewing, Kieron Gillen, Kim Newman, Brett Booth e Cliff Chiang, arrecadando mais de 28 mil dólares, superando a meta de 15 mil dólares até setembro.
Em 12 de março de 2023, Gaiman anunciou no Instagram e no Mastodon, a pedido da esposa de Pollack, que Pollack estava em cuidados paliativos e se aproximando do fim de sua vida. Isso levou alguns meios de comunicação a relatar erroneamente que Pollack já havia morrido. Ela tinha 77 anos.
Pollack morreu de linfoma de Hodgkin em 7 de abril de 2023, aos 77 anos de idade.

## Prêmios e associações
- Vencedor do prêmio World Fantasy Award de Melhor Romance de 1997 por Godmother Night[42]
- 1994 Nebula Award de Melhor Romance indicado por Temporary Agency[43]
- Vencedor do prêmio Arthur C. Clarke de 1989 por Unquenchable Fire[44]
- Grande Mestre de Tarô Certificado (CTGM) pelo Tarot Certification Board of America[23]
- Tarot Sage (TS) com o Conselho Americano de Certificação de Tarô[23]
- membro da Associação Americana de Tarô (ATA)[23]
- membro da Sociedade Internacional de Tarô (ITS)[23]
- membro da Tarot Guild da Austrália[23]
- membro da Associação de Tarô das Ilhas Britânicas.[23]
- membro da Tarosophy Tarot Association

## Obras publicadas

### Livros de não ficção
- Anderson, Hilary (1989). New Thoughts on Tarot (em inglês). North Hollywood: Newcastle Pub. Co. ISBN 0-87877-139-5[27]
- Hillman, James (1997). Marriages: Spring 60, a Journal of Archetype and Culture (em inglês). City: Continuum International Publishing Group. ISBN 1-882670-09-4[27]
- Livernois, Jay (1996). Archetypal Sex: Spring : a Journal of Archetype and Culture (em inglês). Irving: Spring Publications. ISBN 1-882670-05-1[27]
- Mckean, Dave (2001). Bento (em inglês). Pacific Grove: Allen Spiegel Fine Arts. ISBN 0-9642069-4-3[27]
- Pollack, Rachel (1985). Salvador Dali's Tarot (em inglês). Salem, New Hampshire: Salem House. ISBN 0-88162-076-9
- Pollack, Rachel (1986). Tarot (em inglês). Wellingborough: Aquarian Press. ISBN 0-85030-465-2[27]
- Pollack, Rachel (1986). Teach Yourself Fortune Telling (em inglês). New York: Henry Holt & Company. ISBN 0-8050-0125-5[27]
- Pollack, Rachel (1990). The Haindl Tarot (em inglês). City: Newcastle Publishing Company. ISBN 0-87877-156-5[27]
- Pollack, Rachel (1990). The Haindl Tarot: the Major Arcana (em inglês). City: Newcastle Publishing Company. ISBN 0-87877-155-7[27]
- Pollack, Rachel (1990). The New Tarot (em inglês). City: Overlook Hardcover. ISBN 0-87951-395-0[27]
- Pollack, Rachel (1991). Tarot Readings and Meditations (em inglês). London: Thorsons Pub. ISBN 1-85538-049-8[27]
- Pollack (1993). Shining Woman Tarot (em inglês). [S.l.]: U.S. Games Systems. ISBN 1-8553-8098-6
- Pollack, Rachel (1995). The Journey out (em inglês). New York: Viking. ISBN 0-14-037254-7[27]
- Pollack, Rachel (1997). The Body of the Goddess (em inglês). Tisbury: Element Books. ISBN 1-85230-871-0[27]
- Pollack, Rachel (1998). Seventy-Eight Degrees of Wisdom (em inglês). New York: Thorsons Publishers. ISBN 0-7225-3572-4
- Pollack, Rachel (2000). The Power of Ritual (em inglês). New York: Dell. ISBN 0-440-50872-X[27]
- Pollack, Rachel (2001). The Shining Tribe Tarot (em inglês). Saint Paul: Llewellyn Publications. ISBN 1-56718-514-2[27]
- Pollack, Rachel (2001). The Shining Tribe Tarot, Revised and Expanded (em inglês). Saint Paul: Llewellyn Publications. ISBN 1-56718-532-0[27]
- Pollack, Rachel (2002). Complete Illustrated Guide to Tarot (em inglês). City: Element Books Ltd. ISBN 0-00-713115-1[27]
- Pollack, Rachel (2002). The Forest Of Souls: A Walk Through The Tarot (em inglês). Saint Paul, Minnesota: Llewellyn Publications. ISBN 1567185339[27]
- Pollack, Rachel (2004). The Kabbalah Tree (em inglês). Saint Paul: Llewellyn Publications. ISBN 0-7387-0507-1[27]
- Pollack, Rachel (2005). Seeker (em inglês). Saint Paul: Llewellyn Publications. ISBN 0-7387-0521-7[27]
- Robbins, Trina (2002). Eternally Bad (em inglês). City: Book Sales. ISBN 0-7858-1565-1[27]
- Pollack, Rachel (2008). Tarot Wisdom (em inglês). Saint Paul: Llewellyn Publications. ISBN 978-0-73871-309-0[27]

### Romances
- Pollack, Rachel (1980). Golden Vanity (em inglês). [S.l.: s.n.][3]
- Pollack, Rachel (1987). Alqua Dreams (em inglês). New York: F. Watts. ISBN 0-531-15070-4[27]
- Pollack, Rachel (1988). Unquenchable Fire (em inglês). [S.l.: s.n.][3]
- Pollack, Rachel (1994). Temporary Agency (em inglês). City: St Martins Pr. ISBN 0-312-11077-4[27]
- Pollack, Rachel (1996). Godmother Night (em inglês). New York: St. Martin's Press. ISBN 0-312-14606-X[27]
- Pollack, Rachel (2002). A Secret Woman (em inglês). New York: St. Martin's Minotaur. ISBN 0-312-24659-5[27]
- Pollack, Rachel (2015). The Child Eater (em inglês). London: Jo Fletcher Books. ISBN 978-1-623-65460-3[27]
- Pollack, Rachel (2017). The Fissure King: A Novel in Five Stories (em inglês). [S.l.]: Underland Press[27]

### Coleções
- Pollack, Rachel (1998). Burning Sky (em inglês). [S.l.]: Cambrian Publications. ISBN 1-878914-04-9[27][45]
- Pollack, Rachel (2008). The Tarot of Perfection: A Book of Tarot Tales (em inglês). New York: Magic Realist Press. ISBN 978-1-905572-09-0[27][45]
- Pollack, Rachel (2019). The Beatrix Gates: plus The woman who didn't come back, plus Trans central station, and much more (em inglês). Oakland: PM Press. ISBN 978-1-62963-578-1[45]

### Antologias
- Pollack, Rachel; Caitlin Matthews (1996). Tarot Tales (em inglês). New York: Ace Books. ISBN 0-441-00352-4[27][45]

### Conto
- Pollack, Rachel (1971). Pandora's Bust (em inglês). [S.l.: s.n.][45]
- Pollack, Rachel (1973). Tubs of Slaw (em inglês). [S.l.: s.n.][45]
- Pollack, Rachel (1975). Black Rose and White Rose (em inglês). [S.l.: s.n.][45]
- Pollack, Rachel (1976). Is Your Child Using Drugs? Seven Ways to Recognize a Drug Addict (em inglês). [S.l.: s.n.][45]
- Pollack, Rachel (1982). Angel Baby (em inglês). [S.l.: s.n.][45]
- Pollack, Rachel (1984). The Malignant One (em inglês). [S.l.: s.n.][45]
- Pollack, Rachel (1984). The Girl Who Went to the Rich Neighbourhood (em inglês). [S.l.: s.n.][45]
- Pollack, Rachel (1984). Tree House (em inglês). [S.l.: s.n.][45]
- Pollack, Rachel (1984). Lands of Stone (em inglês). [S.l.: s.n.][45]
- Pollack, Rachel (1986). The Protector (em inglês). [S.l.: s.n.][45]
- Pollack, Rachel (1989). The Bead Woman (em inglês). [S.l.: s.n.][45]
- Pollack, Rachel (1989). Knower of Birds (em inglês). [S.l.: s.n.][45]
- Pollack, Rachel (1989). Burning Sky (em inglês). [S.l.: s.n.][45]
- Pollack, Rachel (1990). The Woman Who Didn't Come Back (em inglês). [S.l.: s.n.][45]
- Pollack, Rachel (1990). General All-Purpose Fairy Tale (em inglês). [S.l.: s.n.][45]
- Pollack, Rachel; James Patrick Kelly; Pat Cadigan; Nancy Kress (1997). Making Good Time (em inglês). [S.l.: s.n.][45]
- Pollack, Rachel (1998). The Fool, the Stick, and the Princess (em inglês). [S.l.: s.n.][45]
- Pollack, Rachel (2001). The Younger Brother (em inglês). [S.l.: s.n.][45]
- Pollack, Rachel (2003). Delusions of Universal Grandeur (em inglês). [S.l.: s.n.][45]
- Pollack, Rachel; Michael Cisco; Jeffrey Thomas; Eric G. Schaller; K. J. Bishop; Stepan Chapman (2003). Reminiscences (em inglês). [S.l.: s.n.][45]
- Pollack, Rachel (2008). Immortal Snake (em inglês). [S.l.: s.n.][45]
- Pollack, Rachel (maio de 2010). «Forever». Magazine of Fantasy and Science Fiction (em inglês)[45]

### Poesia
- 1993: The Wild Cows (em inglês)[45]
- maio de 2009: Fortune's Lover. A Midsummer Night's Press (em inglês)

### Ensaios
- 1989: "Introduction: A Machine for Constructing Stories" (em inglês)[45]
- 1991: The New York Review of Science Fiction, outubro de 1991 (em inglês)[45]
- 1995: The New York Review of Science Fiction, julho de 1995 (em inglês)[45]
- 1996: The New York Review of Science Fiction, agosto de 1996 (em inglês)[45]
- Pollack, Rachel. «Death and Its Afterlives In the Tarot». Parabola (em inglês)[45]

### Resenhas
- 1991: The Book of Embraces (em inglês) de Eduardo Galeano
- 1992: Outside the Dog Museum (em inglês) de Jonathan Carroll
- 1996: Coelestis [vt Celestis] (em inglês) de Paul Park

### Histórias em quadrinhos
- Rachel Pollack (w).  Doom Patrol (em inglês), no. 64–87 (1993–1995). Vertigo.
- Rachel Pollack, Tom Peyer (w), Luke Ross (p), Brian Garvey (i).  New Gods (em inglês), vol. 4, no. 1–11 (1995–1996). DC Comics.
- Rachel Pollack (w), Chris Weston (a).  Time Breakers (em inglês), no. 1–5 (1995). Helix.
- Rachel Pollack (w), Thomas Yeates (a).  Vertigo Visions: Tomahawk (em inglês), no. 1 (1998). Vertigo.